# 王延 (明朝)
王延（1531年—？年），字子長，四川順慶府南充縣人，民籍，治《易經》。

## 生平
十一月十一日生，行二，由國子生中式隆慶四年（1570年）庚午科四川鄉試第二十七名舉人，年四十一歲中式隆慶五年（1571年）辛未科會試第二百三十七名，第三甲第九十四名進士。授永年知县，六年调巴陵县，萬曆四年（1576年）升大理寺右评事，五年降调，六年补湖广布政司都事，九年升常德府通判，卒于官。

## 家族
曾祖王昺，壽官；祖王銳，贈通議大夫戶部左侍郎，加贈資政大夫都察院左都御史；父王希文，封戶部主事，累贈資政大夫，都察院左都御史；母馬氏（封安人 累贈夫人）。永感下，妻張氏，兄王廷（資德大夫，正治上卿，都察院左都御史）。